# Ravneš
Ravneš is een plaats in de gemeente Šandrovac in de Kroatische provincie Bjelovar-Bilogora. De plaats telt 156 inwoners (2001).